# 모스 탄
모스 탄(영어: Morse H. Tan, 한국어: 단현명, 1974년 5월~)은 한국계 미국인 법학자, 외교관, 학계 지도자이다. 그는 2019년 12월부터 2021년 1월까지 미국 국제형사사법대사로 재직하였다.

## 생애

### 국제형사사법대사재직 이전
1974년 5월 서울특별시에서 태어나 1976년 두 살의 나이에 가족과 함께 미국으로 이민하였다. 1993년 캘리포니아주에 위치한 멘로 스쿨을 수석으로 졸업하였으며, 이후 일리노이주 노스웨스턴 대학교 로스쿨에서 법학전문석사(LL.M.) 학위를 취득하였다. 법학자로서 활동하며 미국 내 로스쿨에서 교수로 재직하였고, 북한 인권 문제와 관련된 다양한 연구 및 논문 발표를 통해 북한 관련 법적·인권적 이슈에 대한 학술적 기여를 했다.

### 국제형사사법대사재직
그는 국제형사사법대사로 재직하면서 르완다, 코소보, 시리아, 미얀마, 중화인민공화국, 이라크, 과테말라, 스리랑카, 나고르노-카라바흐(지금의 아제르바이잔), 조선민주주의인민공화국(북한), 수단, 레바논, 엘살바도르 등에서 집단학살, 반인도적 범죄, 전쟁 범죄 대응과 관련된 임무를 수행하였다.
국제법 전공자로서 『North Korea, International Law and the Dual Crises』를 저술하였으며, 북한 관련 국제법 논문을 다수 발표하였다. 시카고 국제문제위원회, 내셔널 프레스 클럽, 코넬 대학교 법학대학원 등에서 강연한 이력이 있다. 미주인권재판소(Inter-American Court of Human Rights)와 관련한 연구를도 진행하였으며, 해당 재판소 재판관 및 위원들과의 인터뷰를 기반으로 일부 판례를 스페인어에서 영어로 번역하여 출간하였다. 인터아메리카 모의재판 결승에 참가하여 답변서를 공동 작성하였다.
노스웨스턴 대학교 법학대학원과 텍사스 대학교 로스쿨에서 방문학자로 활동하였으며, 한동국제법률대학원(Handong International Law School)의 창립 교수진으로 참여하였다. 약 20년간 법학 교육 및 연구에 종사해왔다.
개인적으로는 배우자 사라 탄(Sarah Tan)과 네 자녀가 있으며, 테니스와 첼로 연주를 취미로 가지고 있다.

### 국제형사사법대사재직 이후
모스 탄은 2025년 2월, 미국 워싱턴에서 열린 보수 정치 행사 CPAC(보수정치행동회의)에서 윤석열 전 대통령이 “부정 선거 증거를 확보하기 위해 계엄령을 선포했다”고 주장했다. 이후 3월 1일 서울 여의도에서 열린 ‘세이브코리아 국가비상기도회’(윤 전 대통령 탄핵 반대 집회)에서도 같은 주장을 반복했다.
모스 탄은 과거 법원에서 허위로 판명된 ‘이재명 대통령의 소년원 복역설’을 언급하여 고발되었다. 2025년 6월 26일 워싱턴 D.C.에서 열린 국제선거감시단(비공식 민간단체) 기자회견에서 그는 언론 보도를 인용하며, 이 대통령이 과거 성폭행 및 살인 사건에 연루돼 소년원에 수감됐다고 주장했다. 그러나 해당 내용은 사실이 아닌 것으로 법적으로 확인된 바 있다. 2021년 12월 이와 같은 주장을 담은 영상을 제작, 유포한 60대 남성 유튜버가 2023년 4월 부산지방법원 서부지원으로부터 정보통신망법상 명예훼손 혐의로 벌금 600만 원을 선고받았던 것이다. 이에 대해 자유대한호국단은 2025년 7월 8일, 여권 원내 인사들이 모스 탄 전 대사에 대해 허위 사실이라고 말하면서도 이를 고발하지 않아 고발에 나서게 됐다고 하며 모스 탄을 '허위 사실 적시에 의한 명예훼손' 혐의로 서울경찰청에 고발했다.
2025년 7월 14일, 서울대학교는 한국의 극우 단체인 트루스포럼이 예약한 호암교수회관 대관을 취소했다. 서울대 측은 12일 트루스포럼에 “교육 및 연구 활동에 지장을 줄 우려가 있다”는 이유로 대관 취소를 통보한 것으로 알려졌다. 트루스포럼은 15일 탄 전 대사를 초청해 호암교수회관에서 특강과 간담회를 개최할 예정이었다. 이에 대해 트루스포럼 대표 김은구는 강연 목적임을 강조하며, 취소 결정에 대해 문제 제기를 하겠다는 입장을 밝혔다. 또, 취소 통보 후 트루스포럼은 서울대 정문 앞에서 예정대로 강연을 진행할 계획이며, 정문은 학내 시설이 아니므로 경찰에 집회 신고만 하면 행사가 가능하다. 다만 서울대는 이들의 학내 행진 계획에 대해서는 불허 방침을 세운 것으로 전해졌다.
2025년 7월 15일, 윤석열 전 대통령 측은 탄 측의 요청으로 다음날 16일 오후 4시 20분 서울구치소에서 모스 탄를 10분간 만날 것이라고 알렸다. 하지만 내란 특검팀이 윤석열 전 대통령의 접견금지를 시행하면서 윤갑근 변호사, 탄 전 대사와 윤 전 대통령의 만남은 불발되었다.

## 경력
- 2002 ~ 2004, Founding Associate Professor of Law, (초대) 법학 부교수, 한동국제법률대학원 (한국, 아시아 최초 미국식 JD 프로그램)

- 2003 ~ 2018, Investment Manager, 투자 관리자, Morse Tan 투자운용

- 2004 ~ 2007, Visiting Scholar and Senior Research Fellow, 방문학자 및 선임연구원, 텍사스 대학교 오스틴 캠퍼스 로스쿨

- 2005 ~ 2017, Attorney and Counselor at Law, 변호사 및 법률고문, Morse Tan 법률사무소

- 2006 ~ 2008, Visiting Assistant Professor of Law, 방문 조교수, 세인트 토머스 대학교 로스쿨 (미네소타)

- 2008 ~ 2009, Assistant Professor of Law, 법학 조교수, 플로리다 코스털 로스쿨

- 2009 ~ 2011, Associate Professor of Law, 법학 부교수, 플로리다 코스털 로스쿨

- 2011 ~ 2016, Associate Professor of Law, 법학 부교수, 노던일리노이 대학교 로스쿨

- 2016 ~ 2021, Full Professor of Law, 법학 정교수, 노던일리노이 대학교 로스쿨 (로스쿨 내 최연소 정교수)

- 2016 ~ 2017, Emerging Leader, 글로벌 신흥 리더, 시카고 국제문제위원회 (Chicago Council on Global Affairs)

- 2017, Korean American of the Year, 올해의 한인, 시카고 한인회

- 2017 ~ 2018, Visiting Scholar, 방문학자, 노스웨스턴 대학교 프리츠커 로스쿨

- 2019 ~ 2021, Ambassador-at-Large for Global Criminal Justice, 미국 국무부 국제형사정의 담당 전권대사, 미국 국무부 (가장 높은 국제형사정의 관련 정책직)